# Bambous, Mauricijus
Bambous je naselje i subregionalni centar na Mauricijusu u distriktu Rivière Noire. Iako ima 15.345 stanovnika ima status većega sela, odnosno mjesta i ima načelnika i mjesno vijeće uspostavljeno posebnom odlukom države Mauricijus 2011. Mjesto je proslavljeno po održavanju Afričkog prvenstva u atletici 2006. na Stadionu Germain Comarmond i Afričkog juniorskog prvenstva u atletici 2009. godine.

## Vanjske poveznice
- Mauritius na Encyclopædia Britannica
- Statistike Mauricijusa